# ثنائي أكسيد ثنائي الكبريت
ثنائي أكسيد ثنائي الكبريت هو أكسيد من أكاسيد الكبريت، صيغته الكيميائية S2O2، ويوجد على شكل غاز عديم اللون في الشروط القياسية.
يمكن أن يعد هذا الأكسيد ثنائي وحدات من أحادي أكسيد الكبريت، وهو غير مستقر، إذ سرعان ما يتفكك. ينتمي المركب كيميائياً إلى تحت أكاسيد الكبريت.

## التحضير
يتحول أحادي أكسيد الكبريت إلى ثنائي أكسيد ثنائي الكبريت بشكل تلقائي وعكوس؛ بالتالي يستحصل عليه من أساليب تحضير أحادي أكسيد الكبريت.
كما يمكن أن يتم التحضير من ثنائي أكسيد الكبريت بإجراء تفريغ كهربائي فيه؛ أو بالتعريض لأشعة الميكرويف في وسط ممدد من الهليوم؛ أو عن طريق تفاعل ذرات الأكسجين مع بخار كبريتيد الكربونيل أو ثنائي كبريتيد الكربون.
يستحصل أيضاً على هذا الأكسيد من تفاعل الكبريت مع ثنائي أكسيد الكبريت عند درجات حرارة مرتفعة، حيث ينتج أحادي أكسيد الكبريت، الذي تحدث له تفاعل تضاعف للحصول على ثنائي أكسيد ثنائي الكبريت.
{\displaystyle {\ce {S + SO2 -> S2O2}}}
{\displaystyle {\ce {S2O2 <=> 2SO}}}

## الخواص
لمركب ثنائي أكسيد ثنائي الكبريت بنية مستوية من النمط المقرون (cis). يبلغ طول الرابطة S-O مقدار 145.8 بيكومتر، وهي أقصر مما هي عليه في أحادي أكسيد الكبريت؛ أما طول الرابطة S-S فيبلغ 202.45 بيكومتر؛ في حين أن زاوية الرابطة OSS تبلغ 112.7°؛ وللمركب عزم ثنائي قطب مقداره 3.17 ديباي؛ وهو مثال على الجزيئات اللامتناظرة.
تبلغ طاقة تأين المركب مقدار 9.93±0.02  إلكترون فولت؛ ويمتص المركب عند مجال من الطيف الكهرومغناطيسي يقع بين 320–400 نانومتر، كما لوحظ في الغلاف الجوي للزهرة، حيث يظن أن له تأثيراً عليه. كما درست حالات بشكل فيه هذا المركب أنيوناً سالباً −S2O2 في الطور الغازي.
على الرغم من وجود ثنائي أكسيد ثنائي الكبريت في حالة توازن كيميائي مع أحادي أكسيد الكبريت، إلا أنه يستطيع التفاعل معه ضمن شروط خاصة للحصول على ثنائي أكسيد الكبريت وأحادي أكسيد ثنائي الكبريت.

## الاستخدامات
يستخدم مركب ثنائي أكسيد ثنائي الكبريت في الأبحاث الكيميائية على شكل ربيطة مع الفلزات الانتقالية.